# NGC 3641
NGC 3641 est une galaxie elliptique située dans la constellation du Lion. NGC 3641 a été découverte par l'astronome allemand Albert Marth en 1865.

## Caractéristiques
Sa vitesse par rapport au fond diffus cosmologique est de 2 145 ± 26 km/s, ce qui correspond à une distance de Hubble de 31,6 ± 2,3 Mpc (∼103 millions d'al).
À ce jour, six mesures non basées sur le décalage vers le rouge (redshift) donnent une distance de 39,000 ± 20,750 Mpc (∼127 millions d'al), ce qui est à l'intérieur des valeurs de la distance de Hubble. Notons cependant que c'est avec la valeur moyenne des mesures indépendantes, lorsqu'elles existent, que la base de données NASA/IPAC calcule le diamètre d'une galaxie et qu'en conséquence le diamètre de NGC 3641 pourrait être d'environ 10,3 kpc (∼33 600 al) si on utilisait la distance de Hubble pour le calculer.

## Groupe de NGC 3640
Selon un article de A.M. Garcia paru en 1993, NGC 3641 est un membre du groupe de NGC 3640. Selon Garcia, ce groupe comprend six autres galaxies : NGC 3611, NGC 3640, NGC 3645 (NGC 3630 dans l'article), NGC 3664, NGC 3664A (PGC 35042) et UGC 6345. Abraham Mahtessian mentionne aussi l'existence de ce groupe, mais la galaxie NGC 3664A ne figure pas dans sa liste. De plus, la galaxie UGC 6345 est notée 1117+0248, notation abrégée pour CGCG 1117.6+0248.
Selon Vaucouleurs et Corwin, NGC 3643 fait partie du même groupe de galaxies que NGC 3645. NGC 3643 est d'ailleurs dans la même région du ciel que NGC 3645 et la distance qui nous en sépare 31,1 ± 2,3 Mpc (∼101 millions d'al) est semblable à celle de NGC 3645. Il est donc raisonnable de supposer que NGC 3643 fasse aussi partie du groupe de NGC 3640.